# Toco Para Vos
Toco Para Vos fue un grupo musical uruguayo de cumbia pop creado en diciembre de 2013. Formado por Bautista Mascia, Andrés Urioste, Sebastián Muñoz, Meri Deal, Nacho Hounie, Pablo “Pali” Battro, Joaquín Slinger, Martín Zerbino y Felipe “Pipe” Sardina.

## Historia
La banda surge en 2013 cuando Bautista Mascia, junto a Andrés Urioste y Sebastián Muñoz, se juntan con otros compañeros de liceo y de rugby y suman a Meri Deal, prima segunda de Mascia, como voz principal de la banda. Los integrantes de la banda han confesado que, para crear su música, tienen como influencia a Agapornis y música brasilera.
En 2015 firman contrato con Warner Music Argentina y se dan a conocer en el país, con los hits “Hasta la Luna”, “Sólo Necesito” y “Su Fiel Admirador”. En noviembre graban "De Vez En Cuando" junto a Los Bonnitos. "Solo necesito", hit que catapultaría a la banda al éxito, superó las 110 millones de visitas en Youtube .
Durante enero de 2016 el grupo realiza una gira por la Costa Atlántica argentina y en Villa Carlos Paz. El 14 lanzan "Bailemos Juntos", nuevo sencillo, cuyo video fue rodado en la ciudad de Punta del Este. El 17 de junio sale a la venta su primer álbum homónimo, "#Tocoparavos", incluyendo los sencillos que ya habían editado. Además de la colaboración de Los Bonnitos, hay dos más: Alex Ubago en "Entre Nosotros" y Gustas Mío en "Tu Beso y Tu Piel". En noviembre lanzan el sencillo "Vale la Pena".
El 13 de enero de 2017 presentan "Tan Infinito", nuevo sencillo. El 12 de mayo lanzan el tema "Uh, Amor", junto al actor y youtuber Lionel Ferro, del elenco de Soy Luna. El 21 de julio sale "Tengo Un Vicio". El 7 de diciembre "Me Provoca (Noche Loca)".
El 6 de julio de 2018 la banda graba "Vete de Mi Vida". El 26 de octubre llega otro sencillo: "Me Voy Contigo". En el 2019 lanzan "El Bombo y El Tacho".
El 14 de enero junto a Marka Akme y El Reja, tres referentes y pioneros de la cumbia pop, se unieron para hacer el explosivo tema "Se Picó".

## Discografía

### Álbumes de estudio
- 2016: #TocoParaVos